# Interestatal 15 en Utah
La Interestatal 15 (I-15) corre del norte a sur en el estado estadounidense de Utah a través de los segmentos suroeste y centrales del estado, pasando por la mayoría de los centros poblados del estado, incluyendo St. George y aquellos comprendiendo el Frente Wasatch: Provo–Orem, Salt Lake City, y Ogden–Clearfield. Es la principal areteria vial de Utah en dirección norte a sur, especialmente en vista de que la mayoría de las poblaciones del estado se asientan a lo largo de esta autopista. el área metropolitana de Logan es la única Área Estadística Metropolitana por la que la I-15 no conecta. En 1998, la legislatura del estado de Utah designó la porción entera de la carretera en conmemoración a los veteranos estadounidenses denominándola Carretera Conmemorativa.

## Descripción de la ruta
La interestatal pasa a través de la región Dixie una de las de mayor crecimiento urbano, el cual incluye St. George y Cedar City, y desde ese punto al sur del estado, finalmente alcanza la mayoría de las ciudades importantes y suburbios a lo largo del Frente Wasatch, incluyendo Provo, Orem, Sandy, Jordania Del oeste, Salt Lake City, Layton, y Ogden. En las inmediaciones de Cove Fort, la Interestatal 70 empieza su recorrido en dirección este a través del país. La interestatal hace intersección con la I-80 por aproximadamente 3 millas (4.8 km) de South Salt Lake hasta llegar justo al extremo oeste del Centro de Salt Lake City y hace conexión con la Interestatal 84 desde Ogden hasta Tremonton en el norte del estado. A lo largo de casi su longitud entera a través del estado, la I-15 serpentea a lo largo del borde occidental de una cordillera casi continua de montañas (incluyendo el Wasatch Gama en la mitad del norte del estatal). Las únicas excepciones son cuándo la I-15 pasa a través de las montañas al sur de Cedar City y luega al norte de Cove Fort.

### Sur de Utah

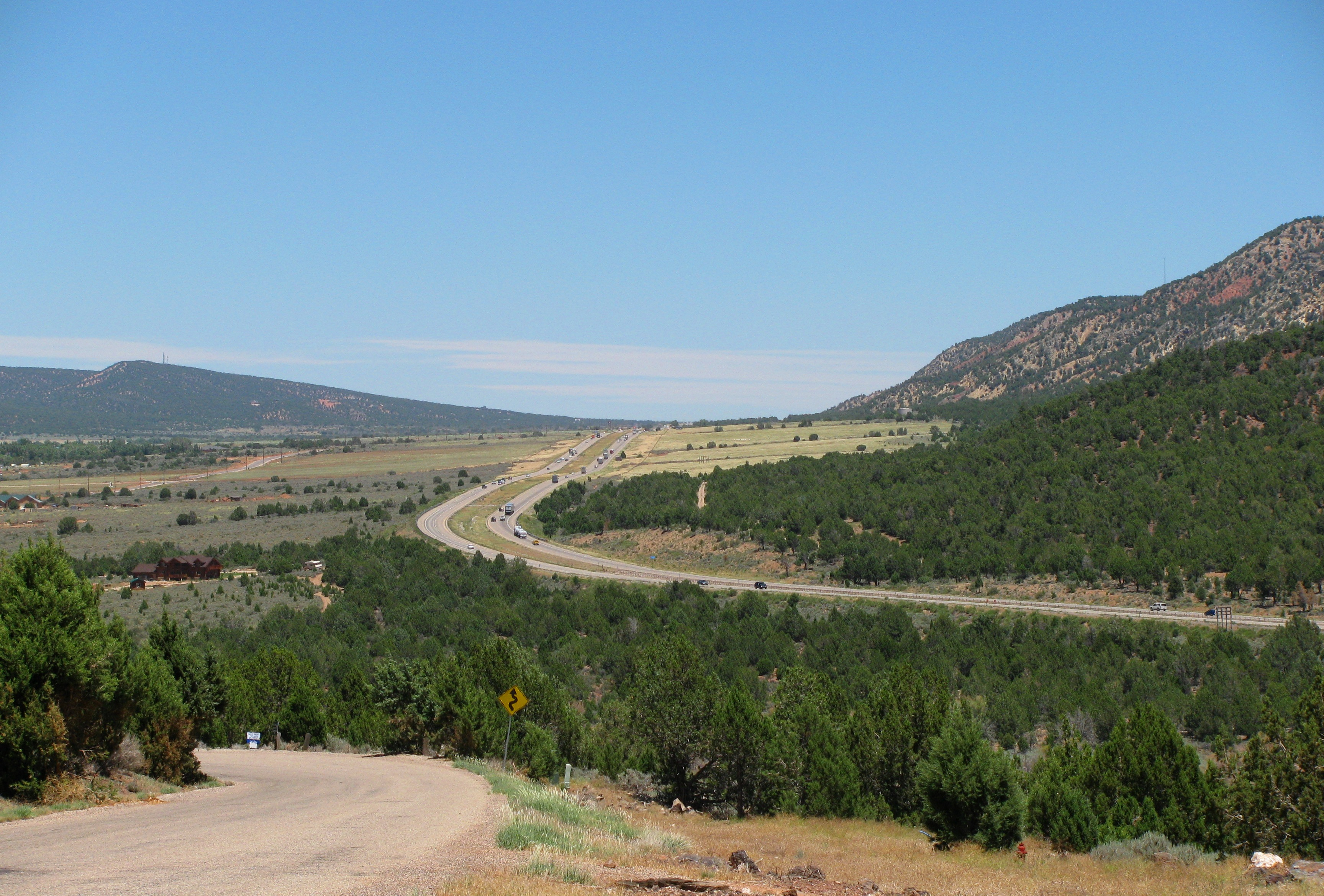
La I-15 cerca de New Harmony, al sur de Cedar City, mirando al norte

La interestatal 15 en Utah es continuidad de la Interestatal 15 en Nevada proveniente de Las Vega, Nevada. La autovía cruza brevemente las inclinadas colinas a orillas de la Garganta del río Virgen en al noroeste de Arizona, para luego cruza la frontera de Utah por el Condado de Washington. Al cruzar el borde entre Utah y Nevada se encuentra el puerto de entrada oficial para cada lado de la autopista. Estos puertos de entrada (con sus romanas) son conjuntamente operados por los estados de Utah y Arizona y constituyen la primera salida en dirección norte y la última en dirección sur de la I-15 en Utah. De norte a noreste la autovía continúa con dos carriles en cada dirección hasta que  logra una intersección vial con Parkway Sur (SR-7), el cual proporciona acceso al Aeropuerto Regional de St. George. Después de dejar a la SR-7, la autopista vuelve a su orientación norte pasando por el área de Bloomington de la Ciudad de St. George y le da salida a la Carretera Brigham donde se ubica una vía auxiliar justo antes de cruzar el Río Virgen. Este es el punto de elevación más bajo a lo largo de la I-15 en el estado de Utah, ubicado a 2,560 pies (780 m) sobre el nivel de mar. Inmediatamente al norte del Río Virgen, y abarcando parcialmente el Río de Santa Clara, se ubica la intersección que da acceso a la calle Dixie Drive. Una rampa de acceso vial se encuentra entre Dixie Drive y el siguiente distribuidor que da acceso a la Calle Bluff Street (SR-18). La I-15 ahora se reduce a dos carriles en cada dirección y gira al noreste de nuevo pasando el extremo oriental del centro de St. George, con una intersección con la St. George Bulevar (SR-34). La Bluff Street y la Bulevar de George son los extremos sur y norte respectivamente de la ruta empresarial de la I-15 por St. George. A este nivel la I-15 básicamente sigue la carretera vieja UT-91 manteniendo una configuración de dos carriles hasta que alcanza el Frente Wasatch la porción central-norte del estado. Por su parte, la carretera vieja US-91 sigue la aún más anticuada carretera Arrowhead Highway hasta llegar a Salt Lake City.
Después de dejar St. George, la I-15 continúa hacia el nordeste y pasa por el extremo norte de la ciudad de Washington. A este nivel se le añade una vía auxiliar entre la Bulevar St. George y Carretera Green Springs con cruces adicionales en Washington Parkway y State Street (SR-9). Al nordeste de Washington la I-15 pasa por el lado nordeste de la ciudad de Leeds, con intersecciones de un carril en los extremos suroeste y nordeste de la ciudad. Después de pasar a través del noroeste de Toquerville, y una intersección vial con SR-17 (en Anderson Junction), la I-15 resume un curso nor-nororiental al elevarse unos 1,000 pies (300 m) de altura en la Altiplanicie de Colorado. En su ruta pasa a través de las áreas de Browse y Pintura, con intersecciones para ambas comunidades, así como dos salidas adicionales más al nordeste que dan acceso a fincas de la región. Después de su ascenso, la I-15 pasa a lo largo del borde Este del Embalse de Ash Creek para luego doblar en el extremo noroeste del Parque nacional Zion, con una intersección que proporciona acceso al área del cañón Kolob. Le sigue una salida que proporciona acceso a la comunidad de New Harmony y Kanarraville. Esta última intersección se encuentra en la línea entre el Condado de Washington y el Condado de Iron.
Justo después de ingresar al condado de Iron, la I-15 llega a las áreas de descanso más sureñas a lo largo de su ruta dentro del estado de Utah, una en cada lado de la carretera. Después de pasar aproximadamente una milla al oeste de Kanarraville, llega a un intercambio en Hamilton Fort.

## Centro de Utah
Cuando la I-15 se introduce al Condado de Beaver la carretera produce curvas en dirección general noroeste para atravesar los pases de montaña antes de volver a girar al norte bordeando el extremo occidental de la ciudad de Beaver. Ambas intersecciones sur y norte en Beaver incluyen conexiones al I-15 Empresarial y la SR-160 hacia las calles de principales de la ciudad, Main Street Sur por la intersección sur y la 1400 Norte por la intersección norte. Por la salida de la calle 1400 Norte se encuentra una parada con área de descanso cortesía del Departamento de Transporte de Utah (UDOT) y la Estación Texaco. La autopista luegao se dirige ligeramente al oeste hasta pasar por el lado oeste de la comunidad de Manderfield y girar hacia un curso de nornordeste. Después de varias millas se encuentra la intersección con la Via Manderfield antes de que la I-15 hace curvas a través de otro pase de montaña hasta la intersección de Sulphurdale. Este pase de montaña, con la cumbre localizada en la milla 124.8, es el punto más alto a lo largo de la I-15 en Utah, a 2,015 metros (6,6 pies) por encima nivel del mar. Después de pasar por el oeste de la ciudad fantasma de Sulphurdale produce el intercambio con el extremo occidental de la I-70. Este intercambio ocurre en la línea entre los condados de Beaver y Millard.
Al norte del intercambio I-15/I-70, la I-70 se dirige al este hacia Richfield y luego hacia Denver, Colorado, mientras que la I-15 continúa hacia el norte para pasar por Cove Fort en el este donde se encuentra la intersección vial a Cove Fort (SR-161/Black Rock Road). Fuera del intercambio de Black Rock Road hay una parada de descanso oficial cortesía de UDOT y la estación Chevron local. Continuando, la I-15 serpentea hacia el noreste antes de enderezarse hacia el noreste al suroeste de Kanosh. La autopista pasa por el lado noroeste de Meadow, y tiene un intercambio con North Main Street (SR-133). Luego pasa por el lado occidental de Fillmore. La SR-99 sigue la longitud de la I-15 Empresarial a lo largo de Fillmore, conectando en la 850 South en la parte suroeste de la ciudad y North Main Street con Cedar Mountain Road en los límites norte de la ciudad. En el cruce de North Main Street hay una parada de descanso oficial cortesía de UDOT y la estación Chevron local. Continuando de norte a noroeste tiene un intercambio vial con la 5400 North y Maple Hollow Road (SR-64) antes de pasar por el borde sureste de Holden. Varias millas al noreste de Holden, la US-50 se fusiona con la I-15 a medida que continúa hacia el noreste y finalmente se dirige a través de un paso de montaña bajo justo después de otra salida para ranchos locales. La superposición de la US-50 termina cuando la I-15 pasa por el borde noroeste de Scipio. En este intercambio vial hacia Scipio hay una parada de descanso oficial cortesía de UDOT y Flying J. La US-50 en dirección este sirve como conector a la I-70 para los conductores de la I-15 en dirección sur.
Varias millas al norte de Scipio, la I-15 sale del condado de Millard y entra en el condado de Juab antes de girar hacia el noreste una vez más. Después de un intercambio con Yuba Lake Road, hay otro intercambio hacia Mills Junction y SR-78, justo al sureste de Chicken Creek Reservoir. Luego, la autopista continúa aproximadamente al norte-noreste hasta que gira al noreste para pasar por la parte sur de la ciudad de Nephi y dar una salida a South Main Street (SR-28). La autopista luego gira hacia el norte para pasar por el lado este de Nephi, con un intercambio con 100 North (SR-132). Luego se curva hacia el norte-noroeste antes de llegar al intercambio con el extremo norte de la SR-28 aproximadamente a una milla al norte de la ciudad. La interestatal luego gira hacia el norte y pasa por el lado este de Mona y tiene un intercambio con SR-52 (300 norte). Continuando hacia el norte, pasa por el borde este de Rocky Ridge antes de salir rápidamente del condado de Juab y entrar en el Condado de Utah.

## Utah Norte

### Salt Lake City
Cuando la autopista ingresa al condado de Utah, también ingresa al valle de Utah, Wasatch Front y el área metropolitana de Provo-Orem. Girando hacia el noreste, ingresa a la ciudad de Santaquin, donde la US-6 comienza su superposición con la I-15 en el intercambio con East Main Street, US-6 y SR-198. Al salir de Santaquin, la interestatal gira hacia el norte para entrar por el borde occidental de Spring Lake antes de ingresar a Payson, girar hacia el noreste y llegar al cruce 800 South (SR-178). Continuando hacia el noreste, la autopista llega al intercambio con North Main Street (SR-115/3200 West) en el norte de Payson. Manteniendo su rumbo hacia el noreste pasa el borde este de Benjamin, con un intercambio con SR-168 (8000 Sur), y entra en Spanish Fork y gana un carril en cada dirección. En el lado norte de Spanish Fork hay un intercambio con North Main Street (US-6 y SR-156), después de lo cual la I-15 gira hacia el norte y gana un carril más en cada dirección. Este intercambio también marca el extremo norte de la superposición con la US-6. La sección entre Spanish Fork y Lehi se reconstruyó en 2010-12 como parte del proyecto CORE I-15.
Continuando hacia el norte con cuatro carriles, gana un Express Lane adicional en ambas direcciones. Luego pasa por el extremo oeste de Springville, con intercambios al 400 South (SR-77) y 1400 North (SR-75). En la salida del intercambio 1400 North hay una parada de descanso oficial cortesía de UDOT y Flying J. Curvándose hacia el noroeste, pasa el borde este de la bahía de Provo del lago Utah antes de llegar a Provo. Al entrar en Provo, se cruza con South University Avenue (el extremo sur de la US-189) y East Lakeview Parkway. La interestatal luego continúa hacia el noroeste, dividiendo el lado oeste de Provo, con un intercambio con Center Street (SR-114) antes de salir de Provo y entrar en Orem. Después de un intercambio con West University Parkway (SR-265), inmediatamente al suroeste de Utah Valley University, la autopista se dirige hacia el norte a lo largo del lado occidental de Orem. Después de los intercambios con Center Street, y luego 800 North (SR-52), la interestatal gira hacia el noroeste e inmediatamente llega al intercambio con SR-241 (1600 North / 600 South). Este intercambio es el límite de Orem y Lindon.
Continuando hacia el noroeste, la I-15 pasa por el lado occidental de Lindon antes de pasar por el borde suroeste de Pleasant Grove, con un cruce hacia Pleasant Grove Boulevard. Posteriormente, la autopista entra en American Fork con intercambios a la 500 East (SR-180) en el extremo sur de la ciudad y hacia West Main Street / Pioneer Crossing (SR-145) en el extremo oeste de la ciudad. Después de American Fork, la autopista entra en Lehi con su primer cruce en East Main Street (SR-73). En este punto, la interestatal se estrecha a tres carriles (más un carril expreso) en cada dirección. El siguiente intercambio en Lehi es con 2100 North / 1200 West (US-89 / SR-85). Aquí también se inicia la primera de las dos superposiciones I-15 / US-89. El intercambio final en Lehi con Timpanogos Highway y Clubhouse Drive (SR-92), después del cual la interestatal gana 2 carriles adicionales, que está justo al este de Thanksgiving Point. Pasando Lehi, la interestatal sale del área metropolitana de Provo y del condado de Utah para ingresar al área metropolitana de Salt Lake City a su paso por Point of the Mountain.
A medida que la ruta ingresa al Valle de Salt Lake gira hacia el noreste por uno de tres puntos por los que se conectan el condado de Salt Lake y el condado de Utah (los otros son la SR-68 y Traverse Ridge Road) y pasar así por el borde este de Bluffdale. Luego ingresa a Draper y se dirige hacia el norte para luego pasar por el extremo occidental de la ciudad, con cuatro intercambios en su ruta. La primera de las intersecciones es con Highland Drive y 14600 South (SR-140). El siguiente intercambio es con Bangerter Highway (SR-154). El tercer intercambio en Draper es con la 12300 South (US-89 / SR-71). Este intercambio es también donde la US-89 termina su primera superposición con la interestatal y donde la I-15 se curva ligeramente en dirección oeste. La intersección vial final en la ciudad de Draper se ubica en los límites del norte de la ciudad hacia la 11400 Sur (SR-175). Este intercambio está en el límite sur de Sandy y es el primero de tres dentro de esa ciudad. La siguiente salida es hacia 10600 South (SR-151). El intercambio final en Sandy es con la 9000 South (SR-209).